# Aljoša Žorga
Aljoša (Borut) Žorga, slovenski košarkar, * 25. februar 1947, Ljubljana.
Žorga je bil dolgoletni košarkar ljubljanskega kluba KK Olimpija, med letoma 1967 in 1971 je bil tudi član jugoslovanske reprezentance, za katero je skupno odigral osemdeset tekem. Največji uspeh kariere je dosegel s srebrno medaljo na Poletnih olimpijskih igrah 1968, ob tem pa je z reprezentanco dosegel še zlato medaljo na Svetovnem prvenstvu 1970 in srebrno na Evropskem prvenstvu 1971.
Leta 2012 je bil sprejet v Hram slovenskih športnih junakov. Leta 2025 je na izredni podelitvi prejel Bloudkovo nagrado po novem zakonu za nazaj.